# Un soir de carnaval
Un soir de carnaval est une des premières peintures présentées par Henri Rousseau au salon des indépendants en 1886.

## Description
Cette toile naïve comporte deux personnages, une femme du style d'époque et un clown blanc sûrement en pleine balade nocturne dans un parc. La composition de la scène est ici centrée sur le paysage en arrière-plan et non sur les deux protagonistes, en effet, celui-ci occupe la grande majorité de la toile rendant les deux personnages quasiment anecdotiques. La scène est nettement  mélancolique du fait de son thème sombre et morne et de l'absence totale de couleur chaude, cela va d'ailleurs susciter des critiques envers Rousseau lors du salon des indépendants de 1886 où plusieurs artistes se moqueront allègrement de l'œuvre.